# 城ヶ崎仁
城ヶ崎 仁（じょうがさき じん）は、日本の男性声優。主にアダルトゲームに声をあてている。

## 出演作品

### ゲーム
2011年
- オメルタ 〜沈黙の掟〜（JJ）

2013年
- オメルタ CODE:TYCOON（JJ）

2014年
- オメルタ 〜沈黙の掟〜 THE LEGACY（JJ）

2016年
- オメガヴァンパイア（大泉源馬）
- オメルタ CODE：TYCOON 戒（JJ）

2019年
- オメガヴァンパイア Nintendo Switch版（大泉源馬）

### ドラマCD
- オメガヴァンパイア シリーズ（大泉源馬）
  - オメガヴァンパイア アニメイト限定特典「今夜は無礼講!? 恐怖の暴露大会!!」
  - オメガヴァンパイア ステラワース限定特典「教えて碧井先生！ よいこのオメガバース講座」
  - オメガヴァンパイア ドラマCDシリーズ vol.1 白狼編 『Moonlight Birthday』
  - オメガヴァンパイア ドラマCDシリーズ vol.2 源馬編 『オレとアイツの一夜さ綴り』

- オメルタ シリーズ（JJ）
  - オメルタ 〜沈黙の掟〜 初回豪華版特典「九龍湯へようこそ」
  - オメルタ 〜沈黙の掟〜 アニメイト限定特典「Sushi職人は誰だ」
  - オメルタ 〜沈黙の掟〜 コミコミスタジオ限定特典「海水浴でGO！」
  - オメルタ 〜沈黙の掟〜 シーガル限定特典「ボランティア活動」
  - オメルタ〜沈黙の掟〜 ステージソングCD Vol.2 劉漸編 「ニライカナイは遠いか」
  - オメルタ〜沈黙の掟〜 ステージソングCD Vol.3 梓編「スラッジ・レイン」
  - オメルタ〜沈黙の掟〜 ステージソングCD Vol.4 橘編 「退屈デイブレイカー」
  - オメルタ〜沈黙の掟〜 ステージソングCD Vol.5 藤堂編 「ジョークの通じない君」
  - オメルタ 〜沈黙の掟〜 ドラマCD Vol.1 霧生編 「狂犬・霧生礼司の受難」[7]
  - オメルタ 〜沈黙の掟〜 ドラマCD Vol.2 瑠夏編 「相棒は……ボス!?」[8]
  - オメルタ 〜沈黙の掟〜 ドラマCD Vol.3 橘編「キャンディー・ブラック・マーケット」[9]
  - オメルタ 〜沈黙の掟〜 ドラマCD Vol.4 宇賀神編 「湾岸トワイライトワルツ」[10]
  - オメルタ 〜沈黙の掟〜 ドラマCD Vol.5 藤堂編 「ミッドナイト・オーダー」[11]
  - オメルタ 〜沈黙の掟〜 ドラマCD Vol.6 劉漸編 「報酬なき殺人」[12]
  - オメルタ 〜沈黙の掟〜 ドラマCD Vol.7 梓編「濡れ鼠と殺し屋」[13]
  - オメルタ CODE:TYCOON かりん通販限定特典「裏社会あるある」
  - オメルタ CODE:TYCOON ステラワース限定特典「それぞれの正月」
  - オメルタ CODE:TYCOON アニメイト限定特典「怪しいお兄さんに職務質問」
  - オメルタ CODE:TYCOON ドラマCD Vol.1 梓編 「波濤の先で待つ者」
  - オメルタ CODE:TYCOON ドラマCD Vol.2 宇賀神編 「黎明の風に吹かれて」
  - オメルタ CODE:TYCOON ドラマCD Vol.3 藤堂編 「ギムレット・タイム」
  - オメルタ CODE:TYCOON ドラマCD Vol.4 密林の虎編 「密林からの逃亡者」
  - オメルタ CODE:TYCOON ドラマCD Vol.5 劉漸編 「西海岸の血の日曜日」
  - オメルタ CODE:TYCOON ドラマCD Vol.6 霧生編 「掌のアコリエンツァ」
  - オメルタ CODE:TYCOON ドラマCD Vol.7 橘編 「Throwback☆Hero」
  - オメルタ CODE:TYCOON ドラマCD Vol.8 瑠夏編 「Secret Mission for You」
  - オメルタ ～沈黙の掟～ THE LEGACY 初回豪華版特典「愚痴トークバー」
  - オメルタ 〜沈黙の掟〜 THE LEGACY かりん通販限定特典「霧生礼司の捜査日誌」
  - オメルタ 〜沈黙の掟〜 THE LEGACY ステラワース限定特典「オメルタ放送局〜沈黙ラジオ・シーザーサイド〜」
  - オメルタ CODE：TYCOON 戒 初回豪華版特典「オメルタ ～野獣の掟～」
  - オメルタ CODE：TYCOON 戒 かりん通販限定特典「オメルタ学園外伝・JJアルバイト伝説」
  - オメルタ CODE：TYCOON 戒 ステラワース限定特典「夏休みスペシャル・龍宮の怪談!?」
  - オメルタ CODE：TYCOON 戒 アニメイト限定特典「ありし日の作文（小六編）」

### 音楽CD
- オメルタ ～沈黙の掟～ オリジナルサウンドトラック『黄昏アンダルシア』(主題歌・ED曲を歌唱)

- オメルタ 〜沈黙の掟〜 ステージソングCD Vol.1 JJ編 「衝動のサイレン」
- オメルタ 〜沈黙の掟〜 THE LEGACY 主題歌CD『薄明のリロード』